# Uresnica
Uresnica (lat. Cosmos), biljni rod od tridesetak vrsta jednogodišnjeg raslinja i trajnica iz porodice Compositae. Domovina ovih vrsta su Sjeverna i Južna Amerika, a neke su uvezene i po ostalim kontinentima. U Hrvatskoj je prisutna samo jedna vrsta C. bipinnatus, čija je domovina Meksiko.

## Opis
Cosmos, rod je vrtnih biljaka iz obitelji Asteraceae, koji sadrži oko 40 vrsta porijeklom iz tropske Amerike. Imaju listove jedan nasuprot drugog na stabljici i cvjetne glavice koje se nalaze na dugim cvjetnim stapkama ili zajedno u otvorenom grozdu. Cvjetovi diska su crveni ili žuti. Zrakasti cvjetovi, ponekad urezani, mogu biti bijeli, ružičasti, crveni, ljubičasti ili druge boje. Uobičajeni vrtni kozmos, iz kojeg je razvijena većina jednogodišnjih ukrasnih sorti, je Cosmos bipinnatus.

## Vrste
1. Cosmos atrosanguineus (Hook.) Voss
2. Cosmos bipinnatus Cav.
3. Cosmos carvifolius Benth.
4. Cosmos caudatus Kunth
5. Cosmos concolor Sherff
6. Cosmos crithmifolius Kunth
7. Cosmos deficiens (Sherff) Melchert
8. Cosmos diversifolius Otto ex Knowles & Westc.
9. Cosmos intercedens Sherff
10. Cosmos jaliscensis Sherff
11. Cosmos juxtlahuacensis Panero & Villaseñor
12. Cosmos landii Sherff
13. Cosmos linearifolius Hemsl.
14. Cosmos longipetiolatus Melchert
15. Cosmos mattfeldii Sherff
16. Cosmos mcvaughii Sherff
17. Cosmos modestus Sherff
18. Cosmos montanus Sherff
19. Cosmos nelsonii B.L.Rob. & Fernald
20. Cosmos nitidus Paray
21. Cosmos ochroleucoflorus Melchert
22. Cosmos pacificus Melchert
23. Cosmos palmeri B.L.Rob.
24. Cosmos parviflorus (Jacq.) Pers.
25. Cosmos peucedanifolius Wedd.
26. Cosmos pringlei B.L.Rob. & Fernald
27. Cosmos pseudoperfoliatus Art.Castro, Harker & Aarón Rodr.
28. Cosmos purpureus Benth. & Hook.f. ex Hemsl.
29. Cosmos ramirezianus Art.Castro, Harker & Aarón Rodr.
30. Cosmos scabiosoides Kunth
31. Cosmos schaffneri Sherff
32. Cosmos sessilis Sherff
33. Cosmos sherffii Melchert
34. Cosmos steenisiae Veldkamp
35. Cosmos sulphureus Cav.